# Tania León

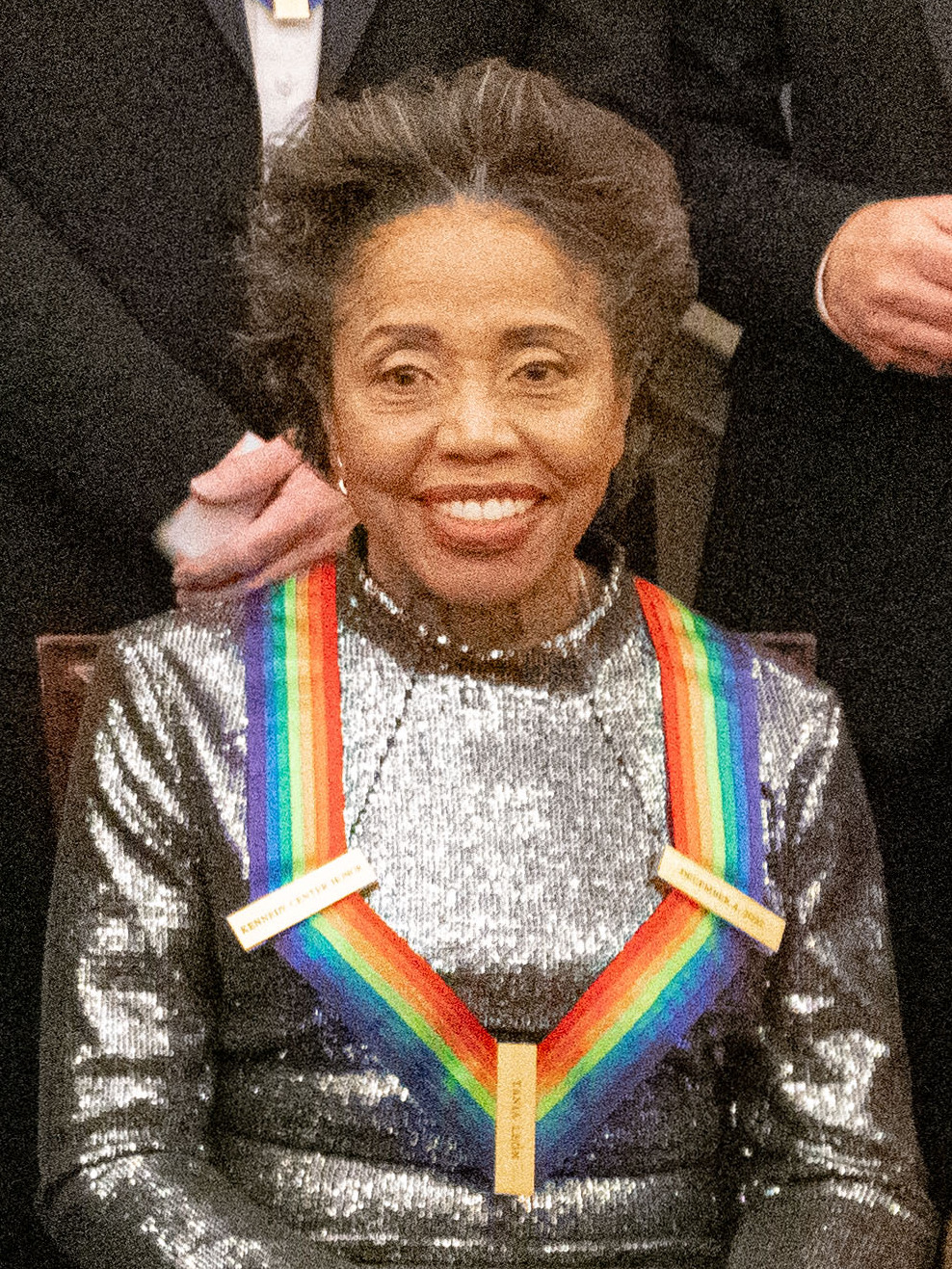
Tania León

Tania Justina León (* 14. Mai 1943 in Havanna) ist eine ursprünglich aus Kuba stammende US-amerikanische Komponistin, Dirigentin und Musikpädagogin.

## Leben
León besuchte das Conservatorio Carlos Alfredo Peyrellade und das Nationalkonservatorium ihrer Heimatstadt. 1967 ging sie in die USA und setzte ihre Ausbildung mit einem Kompositionsstudium bei Ursula Mamlok an der New York University fort. 1969 gründete sie mit Arthur Mitchell das Dance Theater of Harlem, das sie bis 1978 als Musikdirektor leitete. Sie komponierte für das Ensemble Ballette wie Tones (1973), Dougla (mit Geoffrey Holder, 1974) und Spiritual Suite (mit Marian Anderson, 1976).
Seit den 1970er Jahren trat sie als Dirigentin unter anderem beim Festival of Two Worlds in Spoleto (1971) und dem Nervi Festival in Genoa (1972), mit dem Orquesta Sinfónica de Madrid, dem Marseille Symphony Orchestra, dem Orquesta de la Communidad y Coro de Madrid, dem  Orchestra de Santa Cecilia in Rom, dem Gewandhausorchester, der National Symphony of South Africa, dem Louisville Orchestra und der New World Symphony auf.
Ab 1985 unterrichtete sie am Brooklyn College, wo sie 2000 zum Tow Distinguished Professor ernannt wurde. Sie gab außerdem Meisterklassen an der Musikhochschule Hamburg, der Yale University, der Harvard University, in Yaddo und im Bellagio Center der Rockefeller-Stiftung. 1978 gründete sie die Brooklyn Philharmonic Community Concert Series, 1994 war sie als Beraterin für lateinamerikanische Musik an der Gründung der American Composers Orchestra Sonidos de las Americas Festivals beteiligt. Zwischen 1993 und 1997 wirkte sie als Beraterin für neue Musik für Kurt Masur und das New York Philharmonic Orchestra.
Von 2006 bis zu ihrer Emeritierung 2019 lehrte León als Distinguished Professor an der City University of New York. 2010 gründete sie das New Yorker Festival für zeitgenössische Musik Composers Now. Im gleichen Jahr wurde sie Mitglied der American Academy of Arts and Letters, 2018 der American Academy of Arts and Sciences. Für ihr Werk Stride erhielt sie 2021 den Pulitzer-Preis/Musik. 2022 wurde sie mit dem Kennedy-Preis ausgezeichnet.

## Werke
- Tones, Ballett, 1970
- The Beloved, Ballett (mit Judith Hamilton), 1972
- Haiku, Ballett, 1973
- Dougla, Ballett (mit Geoffrey Holder), 1974
- Namiac Poems für Stimmen und gemischtes Ensemble, 1975
- Spiritual Suite für Erzähler, zwei Soprane, Chor und Ensemble, 1976
- Concerto Criollo für Orchester, 1980
- Pet’s Suite für Flöte und Klavier, 1980
- Maggie Magalita, Musik zum Schauspiel von Wendy Kesselman, 1980
- Belé, Ballett (mit Geoffrey Holder), 1981
- Permutation Seven für Bläser, Streicher und Perkussion, 1981
- De-Orishas für zwei Soprane und Instrumente (Text von Betty Neals), 1982
- The Golden Windows, Spiel in drei Akten (Text von Robert Wilson), 1982
- Ascend für Blechbläser und Perkussion, 1983
- Four Pieces for Cello Solo, 1983
- Momentum für Klavier, 1984
- ¡Paisanos Semos! für Gitarre, 1984
- Batá für Orchester, 1985, 1988
- A La Par für Klavier und Perkussion, 1986
- Singin’ Sepia, Fünf Lieder nach Texten von Rita Dove für Sopran, Klarinette, Violine und Klavier zu vier Händen, 1986
- Elegia a Paul Robeson für Violine, Cello und Klavier, 1987
- Rituál für Klavier, 1987
- Pueblo Mulato Drei Lieder nach Gedichten von Nicolás Guillén für Sopran und Instrumente, 1987
- Kabiosile für Orchester, 1988
- Parajota Delaté für Bläser, Streicher und Klavier, 1988
- Heart of Ours - A Piece für Tenor, Männerchor und Instrumente (Text von R. Sandecki), 1988
- Batéy für zwei Soprane, Countertenor, zwei Tenöre und Bass, 1989
- To and Fro, Vier Lieder nach Gedichten von Alison Knowles für mittlere Stimme und Klavier, 1990
- Journey für hohe Stimme, Flöte und Harfe, 1990
- Carabalí für Orchester, 1991
- Indígena, 1991
- Ajiaco für elektrische Gitarre und Klavier, 1992
- Arenas d’un Tiempo für Klarinette, Cello und Klavier, 1992
- Crossings für Blechbläser, 1992
- Son Sonora für Flöte und Gitarre, 1993
- Scourge of Hyacinths, Oper nach einem Stück von Wole Soyinka, 1994, 1999
- Para Viola y Orquesta, 1994
- sin normas ajenas für Bläser, Streicher und Perkussion, 1994
- “Or like a ...” für Bariton, Cello und Perkussion (Text von John Ashbery), 1994
- Seven Spirituals für Orchester, 1995
- Hechizos, 1995
- Tau für elektrische Oboe, elektrischen Bass und Keyboards, 1995
- De Color, 1996–97
- Drummin' , 1997
- Saóko für Bläserquintett, 1997
- Sol de Doce für zwölf Solostimmen (Text von  Pedro Mir), 1997
- Entre nos für Klarinette, Fagott und Klavier, 1998
- Bailarín für Gitarre, 1998
- Horizons für Orchester, 1999
- May the Road Be Free für Kinderchor und Perkussion (Text von John Marsden), 1999
- Alegre für Bläserensemble, 2000
- Caracol für Violine, Viola, Cello, Perkussion und Klavier, 2000
- De Memorias für Holzbläser, 2000
- Fanfarria für Blechbläser und Perkussion, 2000
- Fanfarria für Blechbläser und Perkussion, 2000
- Satiné für zwei Klaviere, 2000
- At the Fountain of Mpindelela, 2000
- Turning, Liederzyklus für Sopran, Klavier und Cello, 2000
- Ivo, Ivo für Sopran und Instrumente, (Text von Manuel Martin), 2000
- Desde ... für Orchester, 2001
- Rezos für gemischten Chor (Text von Jamaica Kincaid), 2001
- Canto, Liederzyklus für Bariton, Klarinette, Marimba, Cello und Klavier, 2001
- Axon für Violine und Computer, 2002
- A Row of Buttons für Frauenchor (Text von Fae Myenne Ng), 2002
- Love After Love für Sopran und Marimba (Text von Derek Walcott), 2002
- Duende für Bariton und Perkussion, 2003
- Mistica für Klavier, 2003
- Hebras d’ Luz für elektrische Viola, 2004
- La Tina für Klavier, 2004
- Variación für Klavier, 2004
- Samarkand für Sprecher, gemischten Chor, Kinderchor Saxophon und Perkussion, 2005
- Didn’t My Lord Deliver Daniel für Bariton und Orchester, 2005
- Tumbao für Klavier, 2005
- Reflections für Sopran und Instrumentalensemble (Text von Rita Dove), 2006
- Toque, 2006
- Para Noah für Klavier, 2006
- Metisse für gemischten Chor und Perkussion, 2006
- Reflections für Sopran und Instrumente (Text von Rita Dove), 2006
- Raices (Tabla Raza), 2007
- Abanico für Violine und Computer, 2007
- Alma für Flöte und Klavier, 2007
- Atwood Songs für Sopran und Klavier (Texte von Margaret Atwood), 2007
- Ácana für Orchester, 2008
- Tiempo en Clave für Cello und Perkussion, 2008
- Ancients für zwei Soprane und Instrumente, 2008
- Estampas für gemischten Chor (Texte von Maya Islas, Iraida Iturralde und Alina Galiano), 2008
- Inura, Ballett, 2009
- Esencia para cuarteto de cuerdas, 2009
- Cuarteto No. 2, Streichquartett, 2011
- Rimas Tropicales für Mädchenchor (Text von Carlos Pintado), 2011
- Cumba Cumbakin für Instrumentalensemble
- Stride für Orchester, 2019